# Władimir Frontasjew
Władimir Pawłowicz Frontasjew (ros. Владимир Павлович Фронтасьев, ur. 1908, zm. 1969) – radziecki działacz partyjny.
Od 1937 należał do WKP(b), od 1945 do grudnia 1948 był II sekretarzem, a od grudnia 1948 do maja 1951 I sekretarzem Smoleńskiego Komitetu Obwodowego WKP(b), następnie starszym pracownikiem naukowym Naukowo-Badawczego Instytutu Fizyki Mechanicznej przy Saratowskim Uniwersytecie Państwowym.